# Adolfo III di Schaumburg
Adolfo III di Schaumburg (1160 – 3 gennaio 1225) fu conte di Holstein dal 1164 al 1203.

## Biografia
Succedette a suo padre Adolfo II di Schaumburg nel 1164. Entrò subito in lotta con il suo signore feudale Enrico il Leone prendendo le parti di Federico Barbarossa. Sconfitto Enrico ottenne la Ditmarca e raggiunse, di fatto, se non di diritto l'affrancazione dal vassallaggio verso la Sassonia. Fu sconfitto dai Danesi e dovette prima cedere parte del suo territorio nel 1200 e successivamente, nel 1203, l'intera contea.

## Matrimonio e figli
Sposò in prime nozze Adelaide († 25 dicembre 1185), figlia di Ottone di Winzenburg († 1171/74), conte di Assel e di Salome di Heinsberg († dopo il 1185), ma i due non ebbero figli.
Si risposò con Adelaide di Querfurt, figlia di Burcardo II di Querfurt e di Salome di Heinsberg, ed essi ebbero:
- Adolfo IV ( prima del 1205-1261);
- Corrado († 1237/38);
- Bruno di Schauenburg († 1281), prevosto di Amburgo, vescovo di Olmütz in Moravia;
- Mechthilde († 1264 circa) ∞ Ottone I di Tecklenburg;
- Margherita ∞ Giovanni I di Adensen;
- Hildegunde (dopo il 1230) ∞ Burcardo I, conte di Oldenburg.